# 헨리 리 3세

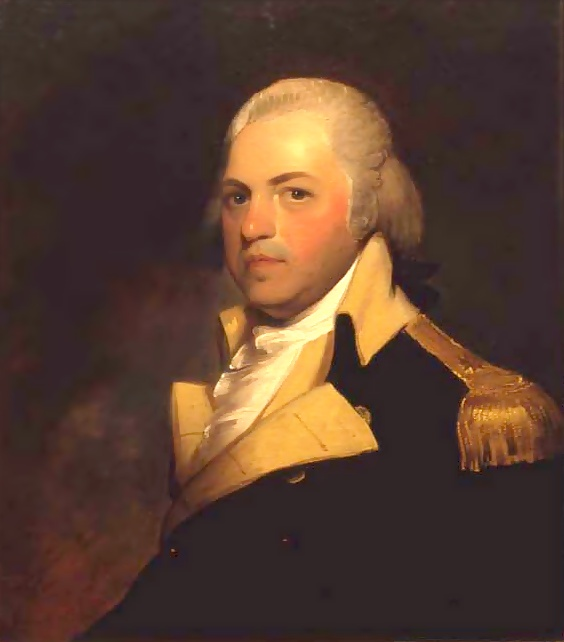

헨리 리 3세(Henry Lee III, 1756년 1월 29일 - 1818년 3월 25일)는 미국 독립 전쟁 중의 대륙군 기병대 장교이다. 버지니아 주지사와 미국 하원 의원을 지냈다. 라이트 호스 해리(Light Horse Harry)라는 별명을 가지고 있으며, 미국 건국의 아버지 중 한 명으로 들 수 있다. 남북 전쟁에서 유명해진 로버트 E. 리가 그의 친아들이다.

## 생애
리는 버지니아주 댐프리즈 근처에서 태어났다. 리의 아버지는 소장인 헨리 리 2세(1730 - 1787 "Leesylvania"), 어머니는 루시 그림즈 (1734-1792, the "Lowland Beauty")이다. 리 자신은 헨리 리 3세이다. 아버지의 사촌으로는 대륙 회의 제6대 의장 리처드 헨리 리가 있다. 어머니의 조카는 버지니아 연방 주지사 토마스 넬슨 주니어의 아내이다. 리 증조모 메리 브랜드는 미국 대통령 토머스 제퍼슨의 대고모이다. 리의 조부는 헨리 리 1세로, 고조부는 리처드 블랜드이고, 증조부는 윌리엄 윈돌프이다. 또한 웨스트오버의 테오도릭 블랜드와 지사 리처브 베넷의 자손이기도 하다.
리는 법률가가 되는 것을 목표로, 1773년에 뉴저지 대학(현재 프린스턴 대학교)를 졸업했다. 그런데 바로 미국 독립 전쟁이 발발하였고, 리는 혁명군의 장교가 되었다.

## 역대 선거 결과
| 선거명      | 직책명                         | 대수 | 정당         | 득표율  | 득표수 | 결과 | 당락                     |
| ----------- | ------------------------------ | ---- | ------------ | ------- | ------ | ---- | ------------------------ |
| 1790년 선거 | 하원의원 (버지니아 제7선거구)  | 2대  | 연방주의자당 | 0.69%   | 3표    | 4위  | 낙선                     |
| 1791년 선거 | 버지니아 주지사                | 9대  | 연방당       | 55.41%  | 87표   | 1위  | 버지니아 주지사 당선     |
| 1792년 선거 | 버지니아 주지사                | 9대  | 연방당       | 100.00% | 1표    | 1위  | 버지니아 주지사 당선     |
| 1793년 선거 | 버지니아 주지사                | 9대  | 연방당       | 100.00% | 1표    | 1위  | 버지니아 주지사 당선     |
| 1799년 선거 | 하원의원 (버지니아 제19선거구) | 6대  | 연방당       | 51.37%  | 617표  | 1위  | 버지니아주 하원의원 당선 |
| 1805년 선거 | 하원의원 (버지니아 제8선거구)  | 8대  | 연방당       | 0.94%   | 4표    | 2위  | 낙선                     |
| 1816년 선거 | 하원의원 (버지니아 제9선거구)  | 15대 | 연방당       | 14.54%  | 181표  | 3위  | 낙선                     |

## 참고 자료
기록집
- A Guide to the Governor Henry Lee Executive Papers, 1791-1794 at The Library of Virginia